# The Bombettes
The Bombettes är ett punkrockband från Umeå.
Bandet bildades 2005 och är signerade på Dennis Lyxzéns skivbolag Ny våg Records. I december 2007 direktsände Sveriges Radio P3 en konsert med bandet i programmet P3 Lab.

## Medlemmar
- Elin Hellrönn - sång
- Chrystal Kunosson - bas
- Jenny Nilsson - gitarr
- Ellen Dahlgren - gitarr
- Maria Hedberg - trummor

## Diskografi

### EP-skivor
- 2007 Whats Cooking Good Lookin'? 7"
- 2009 You Have No Chance, Lance! 7"

### Album
- 2010 Get Out of My Trailor, Sailor! LP/CD

### Samlingsskivor
- 2009 – Umeå Vråljazz Giganter LP/CD